# Liste der Flughäfen in Serbien
Die Liste der Flughäfen in Serbien sortiert nach Orten.
| Stadt                        | ICAO-Code | IATA-Code | Name des Flughafens                | Passagiere (2023) |
| ---------------------------- | --------- | --------- | ---------------------------------- | ----------------- |
|                              |           |           |                                    |                   |
| Verkehrsflughäfen            |           |           |                                    |                   |
| Belgrad                      | LYBE      | BEG       | Flughafen Belgrad                  | 7.946.714         |
| Kraljevo                     | LYKV      | KVO       | Flughafen Morava                   | 13.862            |
| Niš                          | LYNI      | INI       | Flughafen Niš                      | 448.312           |
| Vršac                        | LYVR      |           | Flughafen Vršac                    |                   |
| Regionalflughäfen/Flugplätze |           |           |                                    |                   |
| Bela Crkva                   | LYCC      |           | Flughafen Bela Crkva               |                   |
| Belgrad                      | LYBA      |           | Flughafen Belgrade-ACC             |                   |
| Belgrad                      | LYBN      |           | Flughafen Belgrade Flugministerium |                   |
| Belgrad                      | LYBB      |           | Flughafen Belgrade-Stadt           |                   |
| Belgrad                      | LYYY      |           | Flughafen AFTN Center              |                   |
| Belgrad                      | LYBJ      |           | Flughafen Lisičji Jarak            |                   |
| Bor                          | LYBO      |           | Flughafen Bor                      |                   |
| Čačak-Preljina               |           |           | Flughafen Čačak-Preljina           |                   |
| Kikinda                      | LYKI      |           | Flughafen Kikinda                  |                   |
| Knjaževac                    |           |           | Flughafen Knjaževac                |                   |
| Kostolac                     | LYKO      |           | Flughafen Kostolac                 |                   |
| Kruševac                     | LYKS      |           | Flughafen Kruševac                 |                   |
| Leskovac                     | LYLE      |           | Flughafen Leskovac                 |                   |
| Novi Sad                     | LYNS      | QND       | Flughafen Novi Sad                 |                   |
| Pančevo                      | LYPA      | QBG       | Flughafen Pančevo                  |                   |
| Paraćin                      | LYPN      |           | Flughafen Paraćin                  |                   |
| Požarevac                    |           | ZZP       | Flughafen Požarevac                |                   |
| Smederevo                    | LYSD      |           | Flughafen Smederevo                |                   |
| Smederevska Palanka          | LYSP      |           | Flughafen Smederevska Palanka      |                   |
| Sremska Mitrovica            | LYSM      |           | Flughafen Sremska Mitrovica        |                   |
| Stara Pazova                 |           |           | Flughafen Stara Pazova             |                   |
| Subotica                     | LYSU      |           | Flughafen Subotica                 |                   |
| Trstenik                     | LYTR      |           | Flughafen Trstenik                 |                   |
| Valjevo                      | LYVA      | QWV       | Flughafen Valjevo                  |                   |
| Surčin                       |           |           | Flughafen Progar                   |                   |
| Zemun                        |           |           | Flughafen Zemun                    |                   |
| Zrenjanin                    | LYZR      | ZRE       | Flugplatz Zrenjanin                |                   |